# True-Spitzmull
Der True-Spitzmull (Dymecodon pilirostris, auch Urotrichus pilirostris) ist eine Säugetierart aus der Familie der Maulwürfe (Talpidae). Sie kommt endemisch in Japan vor und bewohnt dort höhere Gebirgslagen auf den Inseln Honshū, Shikoku und auf Kyūshū. Die bevorzugten Habitate umfassen aus buschbestandene Landschaften der subalpinen und alpinen Regionen. Die Art repräsentiert kleine Vertreter der Maulwürfe, die mit ihrer langen Schnauze und dem langen Schwanz äußerlich Spitzmäusen ähneln. Das Fell ist dunkel grauschwarz bis schwarzbraun gefärbt und die Vorderfüße sind wenig zum Graben geeignet. Über die Lebensweise liegen lediglich einzelne Informationen vor. Die Tiere leben nur teilweise unterirdisch. Die Nahrung besteht aus Insekten und Regenwürmern. Im Frühjahr wird der Nachwuchs geboren. Die wissenschaftliche Benennung der Art erfolgte im Jahr 1886. Teilweise wurde der True-Spitzmull innerhalb der Gattung des Japanischen Spitzmulls geführt, heute bildet er jedoch den einzigen Angehörigen der somit monotypischen Gattung Dymecodon. Die ältesten Fossilfunde stammen aus dem Mittelpleistozän. Der heutige Bestand gilt als nicht gefährdet.

## Merkmale

### Habitus
Der True-Spitzmull ist ein kleiner Vertreter der Maulwürfe. Er erreicht eine Kopf-Rumpf-Länge von 7,0 bis 8,4 cm und eine Schwanzlänge von 3,2 bis 4,4 cm. Der Schwanz weist dadurch 43 bis 60 % der Länge des restlichen Körpers auf. Das Gewicht reicht von 8 bis 14,5 g. Gegenüber dem Japanischen Spitzmull (Urotrichus talpoides) ist der True-Spitzmull die kleinere Form der beiden Spitzmullarten Japans. Sein Aussehen ähnelt etwas dem einer Spitzmaus. Die Schnauze ist sehr lang, schmal und behaart. Der Nasenspiegel zieht nahezu zylindrisch aus und besitzt eine längsgerichtete Grube entlang der oberen Mittellinie. Die Nasenlöcher öffnen seitwärts. Ohren sind äußerlich nicht erkennbar. Die Färbung des Rückenfells variiert zwischen grauschwarz und schwärzlich braun, die Unterseite ist etwas heller getönt. Der Braunanteil nimmt bei Individuen aus dem südlichen Verbreitungsgebiet etwas zu. Im Winter ist das Fell generell dunkler. Im Fell treten Leithaare auf, die einen Anteil von 1 % haben, was etwas weniger ist als beim Japanischen Spitzmull. Der verhältnismäßig lange Schwanz bleibt mit Ausnahme der Spitze nahezu auf der gesamten Länge gleich dick. Er wird von einem plüschigen Fell bedeckt, dessen Haare im mittleren Abschnitt 5 bis 7, am hinteren Ende 8 bis 15 mm lang sind. Die Vorderfüße eignen sich weniger zum Graben. Sie sind langgestreckt und nur leicht verbreitert. Die maximale Länge und Breite der Handfläche betragen 1,0 beziehungsweise 0,5 cm. Die Krallen verlaufen weitgehend gerade. Die Rückseite der Füße bedeckt ein Schuppenkleid. Die Länge der Hinterfüße misst 1,3 bis 1,5 cm. Weibchen haben drei Paare an Zitzen, die sich auf eins im Brust-, null bis eins im Bauch- und eins bis zwei im Lendenbereich verteilen.

### Schädel- und Gebissmerkmale
Der Schädel wird 20,8 bis 23,0 mm lang und am Hirnschädel 10,0 bis 11,1 mm breit, während die Breite am Jochbogen 7,4 bis 8,6 mm erreicht. Die Höhe des Hirnschädels beträgt 6,5 bis 7,4 mm. An der Orbita verengt sich der Schädel auf 5,0 bis 5,9 mm. Das vordere Rostrum ist 2,3 bis 3,0 mm breit, während es auf Höhe der Molaren mit 5,3 bis 6,4 m nahezu doppelt so breit wird. Insgesamt ähnelt der Schädel dem des Japanischen Spitzmulls, ist aber leichter gebaut und hat ein längeres und schmaleres Rostrum. Das Gebiss besteht aus 38 Zähnen. Die Zahnformel wird einerseits mit {\displaystyle {\frac {2.1.4.3}{1.1.4.3}}}, andererseits mit {\displaystyle {\frac {3.1.3.3}{2.1.3.3}}} angegeben. Die beiden Varianten resultieren aus der unterschiedlichen Interpretation, welcher der Zähne vor den Molaren der oberen und unteren Zahnreihe zurückgebildet wurde. Einigkeit herrscht diesbezüglich, dass der erste untere Schneidezahn verloren gegangen ist. Bezogen auf erstere Zahnformel übertrifft der erste obere Schneidezahn den zweiten Schneidezahns um das anderthalbfache an Größe und ist mit einer breiten Spitze ausgestattet. Der obere Eckzahn und der erste Prämolar ähneln sich in ihrer Größe, erreichen aber nur die Hälfte der Höhe des zweiten Schneidezahns. Die beiden nachfolgenden Prämolaren sind deutlich größer. Im Unterkiefer ist der erste Schneidezahn vergleichbar gestaltet wir der obere. Im Vergleich zum Japanischen Spitzmull zeigt er sich aber verhältnismäßig kleiner. Der Eckzahn überragt die Prämolaren an Höhe. Die Mahlzähne sind eher niederkronig (brachyodont), was den True-Spitzmull vom Japanischen Spitzmull mit seinen hochkronigen (hypsodonten) hinteren Zähnen unterscheidet. Die Länge der oberen Zahnreihe wird mit 8,5 bis 9,7 mm angegeben, die der unteren mit 7,8 bis 8,9 mm.

### Eimersches Organ
Wie beim Japanischen Spitzmull sind auch beim True-Spitzmull auf der haarlosen Nase feine Buckel ausgebildet, die als Rezeptoren des Eimerschen Organs fungieren. Es stellt ein feinfühliges Tastwerkzeug dar, das vor allem bei grabenden Maulwürfen vorkommt. Beim True-Spitzmull ist es bisher nur wenig untersucht.

### Genetische Merkmale
Der diploide Chromosomensatz lautet 2n = 34. Ersetzt sich aus 18 metazentrischen, 8 submetazentrischen und 6 subtelozentrischen Autosomenpaaren zusammen. Das X-Chromosom ist metazentrisch, das Y-Chromosom klein und fleckenförmig. Die Anzahl an Armen der Autosomen (fundamentale Anzahl) beträgt 62.

## Verbreitung und Lebensraum

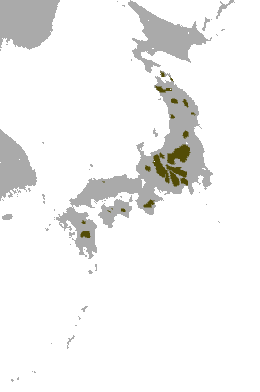
Verbreitungsgebiet des True-Spitzmulls

Der True-Spitzmull ist in Japan verbreitet, wo er endemisch auftritt. Er kommt auf Honshū inklusive der Kii-Halbinsel, auf Shikoku und auf Kyūshū vor. Auf Honshū findet sich im zentralen Bereich der Insel ein stärker zusammenhängendes Verbreitungsareal, im nördlichen und südwestlichen Teil ist es deutlicher fleckenhaft. Der Lebensraum umfasst weitgehend hohe Gebirgsregionen in den subalpinen und alpinen Zonen oberhalb 1000 m über dem Meeresspiegel. Die Landschaften sind zumeist mit Büschen und Sträuchern bewachsen und haben eine dichte Bodenvegetation auf Rohböden. Teilweise bestehen sie auch aus offeneren Wiesen oder lockeren Nadelwäldern. Gelegentlich treten die Tiere in Regionen mit felsigem Untergrund und Flechten- beziehungsweise Moosbewuchs auf. In dichteren Laubwäldern hingegen sind sie kaum anzutreffen. Die Art lebt sympatrisch und parapatrisch mit dem Japanischen Spitzmull, bevorzugt aber in der Regel höhere Regionen. Beobachtet wurde dies unter anderem am Fuji im zentralen Honshū, wo der True-Spitzmull Lagen in einer Höhe von 1500 bis 2380 m besiedelt, der Japanische Spitzmull aber nicht höher als 1600 m steigt. Ähnlich verhält es sich am Daisen im südwestlichen Honshū. Hier erreicht der Japanische Spitzmull bis 1200 m Höhenniveau, der True-Spitzmull besiedelt hingegen den Bereich von 1400 bis 1600 m. Untersuchungen an der Bandai-Berggruppe im zentralen Honshū, die zwischen 1978/1980 und 1998 durchgeführt wurden, lassen eine Verschiebung der Höhenverbreitungsgrenzen beider Arten vermuten. Lag sie anfangs noch bei rund 1350 m, so hatte sich der Japanische Spitzmull 18 Jahre später in höher gelegene Gebiete ausgebreitet, während der True-Spitzmull sich hingegen weiter zurückzog. Die sich dadurch abzeichnende Habitat-Trennung bedingt, dass erstere Art ihr zuträgliche Böden besiedelt und letztere auf schlechtere abdrängt. In den Gebirgsregionen ist der True-Spitzmull ein regelmäßiger Bestandteil der lokalen Fauna. Die Populationsdichte im subalpinen Nadelwald schwankt von 5 bis 14 Individuen je Hektar.

## Lebensweise

### Territorialverhalten
Zur Lebensweise des True-Spitzmulls liegen nur wenige Untersuchungen vor. Die Tiere leben nur teilweise unterirdisch und sind häufiger an der Erdoberfläche anzutreffen. Die Aktionsräume in Nadelwäldern des zentralen Honshū haben Ausdehnungen von 25 bis 26 m.

### Ernährung
Die Hauptnahrung des True-Spitzmulls besteht aus Wirbellosen. Eine Untersuchung von 35 Mageninhalten erbrachte einen hohen Anteil an Insekten, die mit 58,9 % überwiegen. Neben zahlreichen unbestimmbaren Fragmenten konnten Schnaken, Zweiflügler, Rüsselkäfer und verschiedene Larven identifiziert werden. Daneben bildeten Regenwürmer die zweithäufigste Kategorie. Untergeordnet bereicherten auch Spinnen, Hundertfüßer und Asseln das Nahrungsspektrum.

### Fortpflanzung
Die hauptsächliche Fortpflanzungszeit umfasst das Frühjahr. Drei im April untersuchte männliche Individuen aus der Präfektur Ehime auf Shikoku wiesen zu dieser Jahreszeit vergrößerte Hoden auf, deren längster und höchster Durchmesser 8 bis 9,5 mm beziehungsweise 5 bis 6 mm aufwies. Im Sommer hingegen zeigten Männchen aus der Präfektur Nagano im zentralen Honshū mit 2,5 × 1,3 mm großen Hoden keine derartigen Merkmale. Ein ebenfalls im April gefangenes Weibchen aus der Präfektur Ehime trug drei Embryonen aus. Die meisten jungen Individuen des True-Spitzmulls wurden im Juli beobachtet. Eine aus mehr als drei Dutzend Individuen bestehende Population setzte sich zu gut 51 % aus Jungtieren zusammen. Weitere 40,5 % der Tiere waren in ihrem zweiten Lebensjahr, während nur 8 % das dritte erreicht hatten. Demnach lässt sich die höchste Lebenserwartung auf etwa zwei Jahre beziffern. Das Geschlechterverhältnis veränderte sich mit zunehmendem Alter zugunsten der Weibchen, die dann gut zwei Drittel aller Tiere stellten. Bei den jüngeren Individuen war es eher ausgeglichen.

### Fressfeinde und Parasiten
Als Fressfeind tritt unter anderem der Taigabussard in Erscheinung. Es sind des Weiteren mehrere Parasiten dokumentiert. Äußere Schmarotzer finden sich mit Flöhen der Gattungen Histrichopsylla, Stenoponia, Palaeopsylla oder Doratopsylla, zudem auch Milben wie Androlaelaps und Eadiea. An inneren Parasiten wurden beispielsweise Bandwürmer wie Hymenolepis identifiziert, ebenso wie Kokzidien, hier etwa Isospora.

## Systematik
Der True-Spitzmull ist eine Art aus der Gattung Dymecodon. Innerhalb der Gattung stellt er deren einziges rezentes Mitglied dar, wodurch diese als monotypisch betrachtet wird. Art und Gattung werden wiederum zur Familie der Maulwürfe (Talpidae) verwiesen. Gemeinsam mit dem nahe verwandten Japanischen Spitzmull (Urotrichus) formt der True-Spitzmull innerhalb der Familie die Tribus der Japanischen Spitzmulle (Urotrichini). Einige Systematiken ordnen den Urotrichini auch noch die Langschwanzmaulwürfe (Scaptonyx) und den Amerikanischen Spitzmull (Neurotrichus) bei, doch werden diese von anderen Autoren wiederum in separate Triben eingestuft (Scaptonychini und Neurotrichini). Molekulargenetische Untersuchungen erbrachten eine enge Verwandtschaft der drei Maulwurfslinien, die zusammen eine monophyletische Einheit bilden. Definierende Unterschiede können aber mit dem variierenden Gebissaufbau aufgezeigt werden. Die Urotrichini sowie die Scaptonychini und Neurotrichini schließen Maulwürfe ein, die sich nur teilweise an ein unterirdisches Leben angepasst haben. Ihre Trennung von den anderen Linien der Maulwürfe ereignete sich bereits im Oberen Eozän vor rund 37 Millionen Jahren. Eine stärkere Aufspaltung der Gruppe erfolgte in einem Zeitraum von vor 30 bis 27 Millionen Jahren im Oligozän. Als nächstverwandte Gruppe kommt eine gemeinsame Klade bestehend aus den Eigentlichen Maulwürfe (Talpini), den Desmanen (Desmanini) und dem Sternmull (Condylurini) in Betracht. Übergeordnet sind alle genannten Maulwurfslinien der Unterfamilie der Altweltmaulwürfe (Talpinae) zuzuweisen, letzterer gehören zusätzlich noch die Neuweltmaulwürfe (Scalopini) an. Die Altweltmaulwürfe vereinen sowohl unterirdisch grabende als auch semi-aquatische lebende Tiere aus Eurasien und aus Nordamerika.
Es werden keine Unterarten des True-Spitzmulls unterschieden. Abweichend vom Japanischen Spitzmull mit seiner stärkeren genetischen Differenzierung ist dies beim True-Spitzmull nicht belegt. Es treten lediglich Variationen in der Fellfärbung zwischen den nördlichen und südlichen Populationen auf, die zu einer stärkeren Braunfärbung hin bei letzterer führt. Die Art gilt daher als monotypisch.

## Forschungsgeschichte

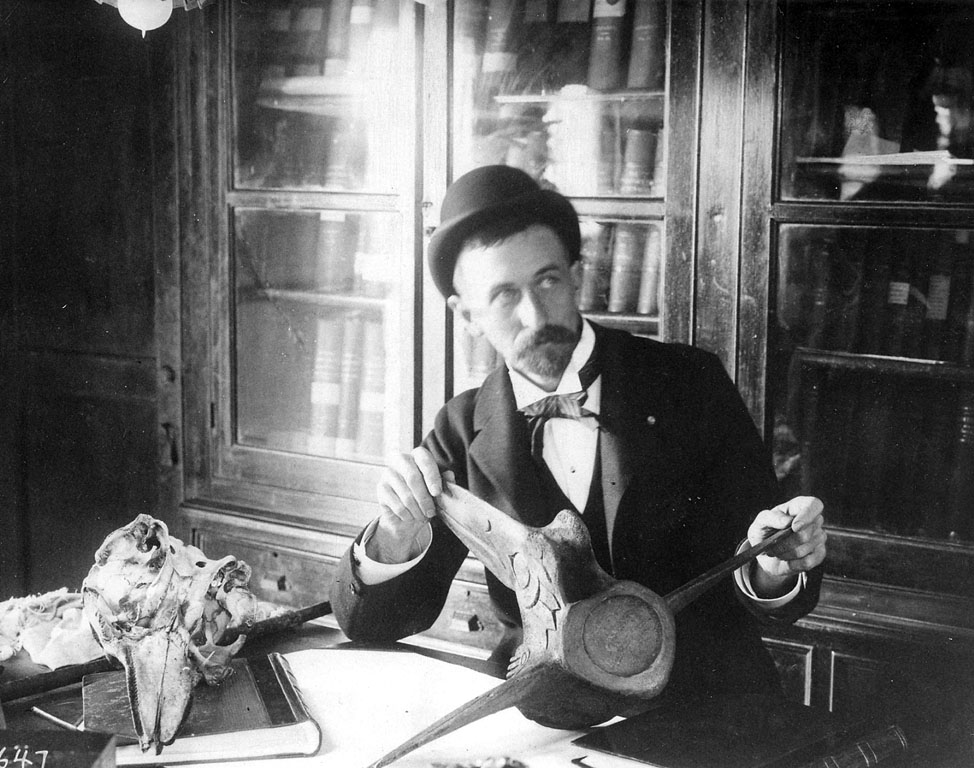
Frederick William True

Die wissenschaftliche Erstbeschreibung des True-Spitzmulls erbrachte Frederick W. True im Jahr 1886. Er nutzte hierfür ein Individuum, das bereits sieben Jahre zuvor von Edward S. Morse während einer Expedition auf Enoshima an der Sagami-Bucht westlich der Bucht von Tokio auf der japanischen Hauptinsel Honshū gesammelt worden war, der Typusfundstelle der Art. Das Tier, ein Weibchen, gelangte in Alkohol eingelegt an das National Museum of Natural History der heutigen Smithsonian Institution in Washington, D.C., wurde aber aufgrund eines Lagerungsfehlers erst später wiederentdeckt. True bemerkte Ähnlichkeiten und Unterschiede zum damals bereits bekannten Japanischen Spitzmull. Abweichungen sah er vor allem in den Körperproportionen und im Gebissaufbau. Dies bewog ihn, die neue Gattung Dymecodon einzuführen. Den Namen leitete True von den griechischen Wörtern δύο (duo) für „zwei“, μῆκος (mekos) für „Länge“ und ὀδούς (odous) für „Zahn“ ab. Er bezieht sich auf die alternierende Stellung hoher und niedriger Zähne im Unterkiefer. Als Artnamen wählte True pilirostris, was wiederum lateinischen Ursprungs ist und die Wörter pilus für „Haar“ und rostrum für „Schnauze“ beinhaltet. Er ist eine Referenz an die behaarte Schnauze als typisches Merkmal. Ein im Jahr 1950 als Dymecodon dewanus benanntes Individuum aus dem Gebiet der Drei Berge von Dewa im nordwestlichen Honshū gilt aufgrund einer fehlenden Merkmalsbeschreibung als Nomen nudum. Die Bezeichnung wird teilweise als Synonym zu Dymecodon pilirostris aufgefasst.
Der eigenständige Gattungsstatus des True-Spitzmulls wurde teilweise in Frage gestellt. John Reeves Ellerman und Terrence C. S. Morrison-Scott vereinten im Jahr 1966 in einem Katalogwerk Dymecodon mit Urotrichus und führten den True-Spitzmull als Urotrichus pilirostris. Als Begründung gaben sie an, dass auch bei anderen Maulwurfsgattungen wie etwa bei den Eurasischen Maulwürfen stark variierende Gebissstrukturen vorkämen. Der Schritt wurde von japanischen Wissenschaftlern weitgehend abgelehnt und auch von einigen westlichen Forschern kritisch gesehen, andere Autoren trugen die Entscheidung jedoch mit. Bereits Mitte der 1970er Jahre zeigten erste cytogenetische Analysen bedeutende Unterschiede zwischen den beiden Spitzmullvertretern Japans auf, die sich in folgenden Studien bestätigen ließen. Zu Beginn der 2000er Jahre erfolgten dann mehrere phylogenetische Studien basierend auf anatomischen Merkmalen und molekulargenetischen Charakteristika. In ihren Ergebnissen befürworten sie die Eigenständigkeit von Dymecodon gegenüber Urotrichus. Dem True-Spitzmull wurde seitdem wieder ein eigener Gattungsstatus zugewiesen.

## Stammesgeschichte
Die frühesten Fossilnachweise des True-Spitzmulls sind aus dem jüngeren Mittelpleistozän bekannt. Zu diesen ältesten Belegen gehören Funde aus der Ikumo-Höhle und den Ubi-Kosan-Steinbrüchen, beide in der Präfektur Yamaguchi im äußersten Südwesten der Hauptinsel Honshū gelegen. Für beide Fundplätze, die jeweils eine recht reichhaltige Faunengemeinschaft aufweisen, liegen absolute Daten von 190.000 bis 180.000 Jahren vor. Überliefert sind aber nur einige wenige Gebissfragmente. Bemerkenswert ist das gleichzeitige Auftreten des Japanischen Spitzmulls an beiden Lokalitäten. Möglicherweise bereits in die erste Hälfte des Jungpleistozäns gehört die Sugi-ana-Höhle in der Präfektur Gifu im zentralen Bereich von Honshū. In dem schmalen Höhlenspalt, der über 80 m nahezu senkrecht abfällt, fand sich eine umfangreiche Fauna. Der True-Spitzmull stellt den häufigsten Vertreter der Insektenfresser dar. Auffallend ist der Kontrast zwischen den eher gebirgigen Faunenelementen gegenüber jenen, die die Tiefländer kennzeichnen. Erstgenannte dominieren, was auch am ebenfalls hier dokumentierten Japanischen Spitzmull erkenntlich wird, der in seiner Häufigkeit deutlich zurücktritt. Wiederum in das ausgehende Jungpleistozän gehören die Reste aus der Kumaishi-do-Höhle in der Präfektur Gifu und der Kannondo-Höhle in der Präfektur Hiroshima im südlichen Honshū. An ersterer Fundstelle ist der True-Spitzmull wiederum recht häufig, an letzterer kommt er zusammen mit dem Japanischen Spitzmull vor, hier in sich gegenseitig abwechselnder Häufigkeit. Mit der Tanuki-ana-Höhle in der Präfektur Yamaguchi wurde der True-Spitzmull auch an einer Lokalität des frühen Holozäns erfasst, wo er ein rares Gebirgselement in der ansonsten von Tieflandformen dominierten Fauna darstellt.

## Bedrohung und Schutz
Die IUCN betrachtet den Bestand des True-Spitzmulls als stabil und listet ihn als „nicht gefährdet“ (least concern). Begründet wird dies damit, dass die Art häufig und keiner größeren Bedrohung ausgesetzt ist. Sie kommt in mehreren Schutzgebieten vor.